# Maribeth Monroe
Pour les articles homonymes, voir Monroe.
Maribeth Monroe est une actrice américaine née le 25 mars 1978 à Fraser au Michigan.

## Filmographie

### Cinéma
- 1998 : All of It
- 2000 : Garage: A Rock Saga : Claudia
- 2003 : Down Into Happiness : Molly
- 2006 : I Want Someone to Eat Cheese With
- 2009 : The Strip : la consommatrice de DVD
- 2010 : Le Plan B : Lori
- 2015 : Chronic : la nièce de Sarah
- 2016 : Les Espions d'à côté : Meg Craverston
- 2017 : Downsizing : Carol Johnson
- 2017 : Jumanji : Bienvenue dans la jungle : la professeur

### Télévision
- 2007 : Andy Barker, P.I. : Daphne Overbrook (1 épisode)
- 2007 : Thank God You're Here : Ensemble (7 épisodes)
- 2007-2008 : According to Jim : Mary Beth, Helen et la vendeuse en magasin (4 épisodes)
- 2009 : Hannah Montana : la guide de la Maison-Blanche (1 épisode)
- 2010 : Bonne chance Charlie : Dana (1 épisode)
- 2010-2015 : Parks and Recreation : Elise Yarktin (2 épisodes)
- 2011 : Cowgirl Up : Merideth (6 épisodes)
- 2011-2017 : Workaholics : Alice Murphy (53 épisodes)
- 2012 : Key & Peele : la juge qui dance (2 épisode)
- 2012 The Neighbors : Rebecca Hill (1 épisode)
- 2013 : Modern Family : Maggie (1 épisode)
- 2014 : Robot Chicken : Mother-1 et Bessy la vache (1 épisode)
- 2015 : The Brink : Kendra Peterson (10 épisodes)
- 2016 : Adam Ruins Everything : Kheather (2 épisodes)
- 2017-2020 : The Good Place : Mindy St. Claire (7 épisodes)
- 2018 : Teachers : Paula (1 épisode)
- 2018 : The Big Bang Theory : Dr Lee (1 épisode)
- 2019 : Crazy Ex-Girlfriend : April (3 épisodes)
- 2019-2020 : Bob Hearts Abishola : Christina (14 épisodes)